# Shantisagar
 (mai 2019).
Si vous disposez d'ouvrages ou d'articles de référence ou si vous connaissez des sites web de qualité traitant du thème abordé ici, merci de compléter l'article en donnant les références utiles à sa vérifiabilité et en les liant à la section « Notes et références ».
 (mai 2019).
Acharya Shri Shantisagar (1872-1955) était un moine indien de l'école Digambara de confession jain. Il fut le premier Acharya (précepteur) et l'un des chefs de sa secte au XXe siècle. Shantisagar a rétabli l'enseignement et la pratique des pratiques traditionnelles du Digambara en Inde du Nord.